# Zuid-Afrikaanse parlementsverkiezingen 1938
De Zuid-Afrikaanse parlementsverkiezingen van 1938 vonden op 18 mei 1938 plaats. Het waren de laatste parlementsverkiezingen voor de Tweede Wereldoorlog. De verkiezingen leverden een absolute meerderheid op voor de Verenigde Party van de generaals Hertzog en Smuts. Premier James Barry Hertzog vormde daarop een nieuw kabinet.

## Uitslag
| Partij                     | %     | zetels |
| -------------------------- | ----- | ------ |
| Verenigde Party            | 53,8% | 111    |
| Gesuiwerde Nasionale Party | 31,6% | 27     |
| Labour Party               | 5,9%  | 3      |
| Dominion Party             | 6,3%  | 8      |
| Onafhankelijken            | 2,1%  | 0      |
| Anderen                    | 0,3%  | 1      |
| Totaal                     | 100%  | 150    |

## Nasleep
In september 1939, na de Britse oorlogsverklaring aan nazi-Duitsland, raakte de Verenigde Party ernstig verdeeld in twee kampen. Eén kamp was voorstander van strikte neutraliteit en schaarde zich achter premier Hertzog. Het andere kamp was voorstander van deelname aan de strijd aan de zijde der Britten en schaarde zich achter de tweede man in het kabinet, minister van Justitie Jan Smuts. Uiteindelijk vond er een stemming plaats onder de ministers en 7 tegen 6 ministers stemden voor een oorlogsverklaring. Hertzog verwachtte dat het parlement anders zou oordelen. Echter, 80 tegen 67 parlementariërs stemden op 4 september 1939, vóór oorlogsdeelname. Het grootste deel van de vroegere NP parlementariërs bleek ook voor te hebben gestemd. Hertzog en zijn medestanders traden daarop uit de regering en scheidden zich van de Verenigde Party af en stichtten de Herenigde Nasionale Party, waar zich ook een deel van de parlementariërs van de VP aansloten. Ook de fractie van de Gesuiwerde Nasionale Party van Daniel François Malan sloot zich bij de HNP aan. Na het schisma binnen de Verenigde Party volgde Jan Smuts Hertzog op als premier van Zuid-Afrika.

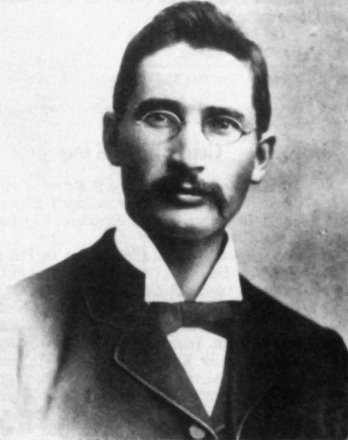
James Barry Hertzog
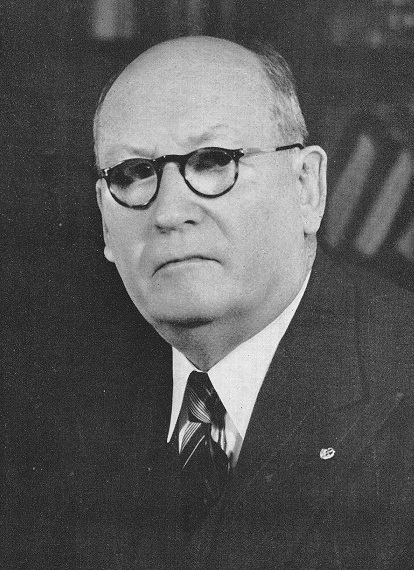
Daniel François Malan
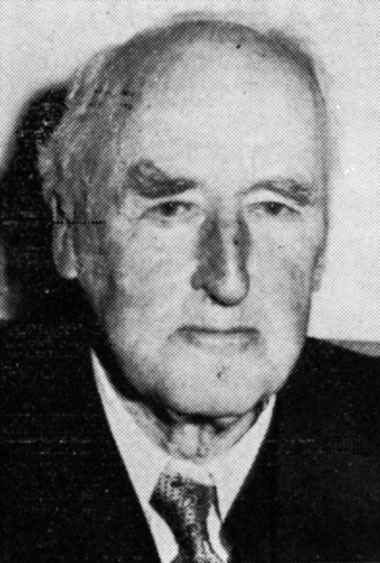
Charles Stallard

## Verwijzingen
1. ↑  De geschiedenis van de Apartheid, door: Brian Lapping (1986), blz. 91
2. ↑  De geschiedenis van de Apartheid, door: Brian Lapping (1986), blz. 92

Parlementsverkiezingen: 1910 · 1915 · 1920 · 1921 · 1924 · 1929 · 1933 · 1938 · 1943 · 1948 · 1953 · 1958 · 1961 · 1966 · 1970 · 1974 · 1977 · 1981 · 1984 · 1987 · 1989 · 1994 · 1999 · 2004 · 2009 · 2014 · 2019 · 2024

Referenda: 1960 · 1983 · 1992